# Glenea salvazai
Glenea salvazai là một loài bọ cánh cứng trong họ Cerambycidae.